# Ingrid Auerswald
Ingrid Auerswald, geb. Brestrich, später Lange (* 2. September 1957 in Jena), ist eine ehemalige deutsche Leichtathletin.

## Leben
Ingrid Auerswald ist eine Olympiasiegerin, die in den 1980er Jahren zu den weltbesten 100-Meter-Läuferinnen gehörte. Angesichts der Dominanz ihrer Mannschaftskolleginnen Marlies Göhr und Bärbel Wöckel gelang ihr kein bedeutender Sieg im Einzelrennen. Umso erfolgreicher war sie mit der 4-mal-100-Meter-Staffel der DDR.
Bei den Olympischen Spielen 1980 in Moskau gewann sie die Goldmedaille in der 4-mal-100-Meter-Staffel zusammen mit ihren Teamkolleginnen Romy Müller, Bärbel Wöckel und Marlies Göhr. Im 100-Meter-Lauf wurde sie Dritte hinter Ljudmila Kondratjewa (USR) und Marlies Göhr (GDR).
Bei den Olympischen Spielen 1988 in Seoul wurde sie (unter dem Namen Ingrid Lange) mit der 4-mal-100-Meter-Staffel der DDR Zweite.
Ebenfalls mit der 4-mal-100-Meter-Staffel der DDR wurde sie 1983 Weltmeisterin und 1986 Europameisterin.
Sie war an sieben Weltrekorden in der 4-mal-100-Meter-Staffel beteiligt und war Mitinhaberin des langjährigen Weltrekordes (41,37 s, zusammen mit Silke Gladisch, Sabine Rieger und Marlies Göhr am 6. Oktober 1985 in Canberra), der erst im August 2012 bei den Olympischen Spielen gebrochen wurde. Neben Marlies Göhr ist sie die einzige, die an allen zwischen 1979 und Juli 2012 aufgestellten bzw. gültigen Weltrekorden in der 4-mal-100-Meter-Staffel beteiligt war.
Ingrid Auerswald startete für den SC Motor Jena und trainierte bei Horst-Dieter Hille. In ihrer aktiven Zeit war sie 1,58 m groß und wog 59 kg. In den nach der Deutschen Wiedervereinigung öffentlich gewordenen Unterlagen zum Staatsdoping in der DDR fand sich bei den gedopten Sportlerinnen auch der Name von Auerswald. Die Medikation mit Oral-Turinabol für das Jahr 1984 betrug 1375 Milligramm. Nach Ende ihrer Sportlerlaufbahn wurde sie Trainerin in einem Fitnessstudio in Jena.

## Persönliche Bestzeiten
- 100 m: 11,04 s (+1,7 m/s), 22. August 1984, Zürich
- 200 m: 22,60 s (+1,1 m/s), 18. Mai 1980, Erfurt
- 4 × 100 m: 41,37 s, 6. Oktober 1985, Canberra

## Auszeichnungen
- 1980 und 1984 – Vaterländischer Verdienstorden in Silber[3]
- 1986 – Vaterländischer Verdienstorden in Bronze